# Banksia saxicola
Banksia Grampians, Banksia des rochers
Espèce
Classification phylogénétique
Statut CITES
Banksia saxicola, le banksia des rochers, est une espèce de plantes à fleurs du genre Banksia et de la famille des Proteaceae. C'est un arbre ou un arbuste que l'on trouve dans l'État de Victoria en Australie en deux populations distinctes, l'une dans le parc national des Grampians et l'autre au promontoire Wilsons.